# Pagoda Peak
Der Pagoda Peak ist ein 3040 m hoher und spitz aufragender Berg in der antarktischen Ross Dependency. In der Königin-Alexandra-Kette ragt er 5 km nördlich des Mackellar Inlet zwischen den Entstehungszonen des Tillit- und des Montgomerie-Gletschers auf. 
Benannt wurde er durch Teilnehmer einer von 1961 bis 1962 durchgeführten Kampagne im Rahmen der New Zealand Geological Survey Antarctic Expedition nach seiner an eine Pagode erinnernde Form.